# Équipe du Danemark espoirs de football
Maillots
L'équipe du Danemark espoirs de football existe depuis 1976 sous l'égide de la Fédération du Danemark de football.

## Parcours dans les compétitions

### Championnat d'Europe de football espoirs
- 1978 : Quart de finale
- 1980 : Non qualifié
- 1982 : Non qualifié
- 1984 : Non qualifié
- 1986 : Quart de finale
- 1988 : Non qualifié
- 1990 : Quart de finale
- 1992 : Demi-finale
- 1994 : Non qualifié
- 1996 : Non qualifié
- 1998 : Non qualifié
- 2000 : Non qualifié
- 2002 : Non qualifié
- 2004 : Non qualifié
- 2006 : 1er tour
- 2007 : Non qualifié
- 2009 : Non qualifié
- 2011 : 1er tour (hôtes)
- 2013 : Non qualifié
- 2015 : Demi-finale
- 2017 : 1er tour
- 2019 : 1er tour
- 2021 : Quart de finale
- 2023 : Non qualifié

### Jeux Olympiques d'été
Depuis 1992, ce sont les équipes espoirs qui participent au tournoi olympique masculin de football.
- 1992 : 1er tour
- 1996 : Non qualifié
- 2000 : Non qualifié
- 2004 : Non qualifié
- 2008 : Non qualifié
- 2012 : Non qualifié
- 2016 : Quart de finale
- 2020 : Non qualifié
- 2024 : Non qualifié

## Sélectionneurs
- Tommy Troelsen (1976-1980)
- Richard Møller Nielsen (1980-1989)
- Viggo Jensen (1989-1992)
- Jan B. Poulsen (1992-1999)
- Flemming Serritslev (2000-2006)
- Keld Bordinggaard (2006-2011)

## Effectif

### Sélection actuelle
Les joueurs suivants ont été appelés pour disputer le barrage pour le Championnat d'Europe espoirs 2023 contre la Croatie les 23 et 27 septembre 2022.
Gardiens
- Mads Hermansen
- Filip Jörgensen
- Lucas Lund Pedersen

Défenseurs
- Rasmus Carstensen
- Japhet Sery
- Victor Kristiansen
- Nikolas Dyhr
- Oliver Villadsen
- Mathias Ross
- Thomas Kristensen
- Anders Bærtelsen

Milieux
- Victor Jensen
- Maurits Kjærgaard
- Morten Frendrup
- Nicolas Madsen
- Mads Bidstrup
- Albert Grønbæk
- Matt O'Riley

Attaquants
- Gustav Isaksen
- Mohamed Daramy
- Mathias Kvistgaarden
- Casper Tengstedt
- Sebastian Jørgensen